# ZAM
ZAM  – rodzina komputerów projektowanych w Instytucie Maszyn Matematycznych w Warszawie, a produkowanych przez Zakład Doświadczalny Instytutu.
Wszystkie stosowały liczby binarne w zapisie znak-moduł.

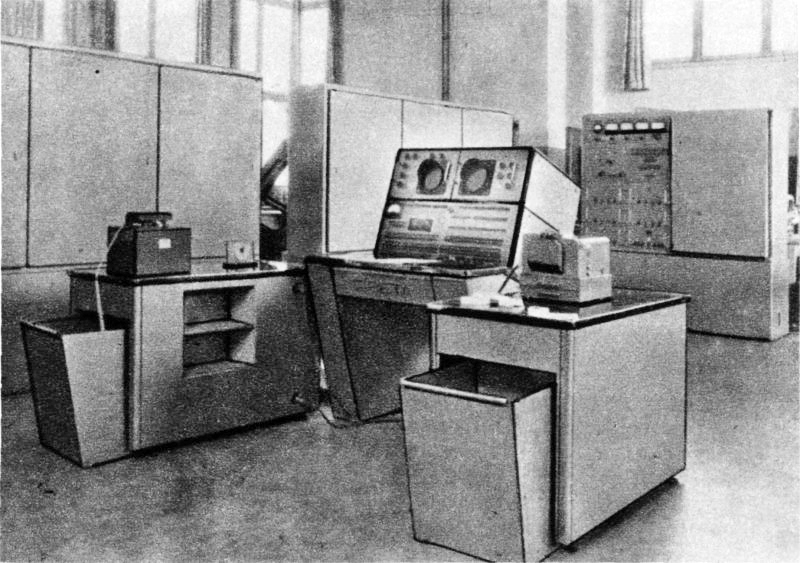
ZAM-2

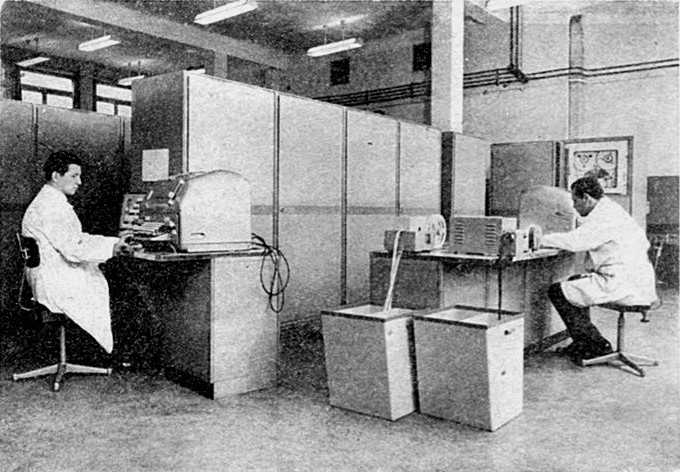
ZAM-3

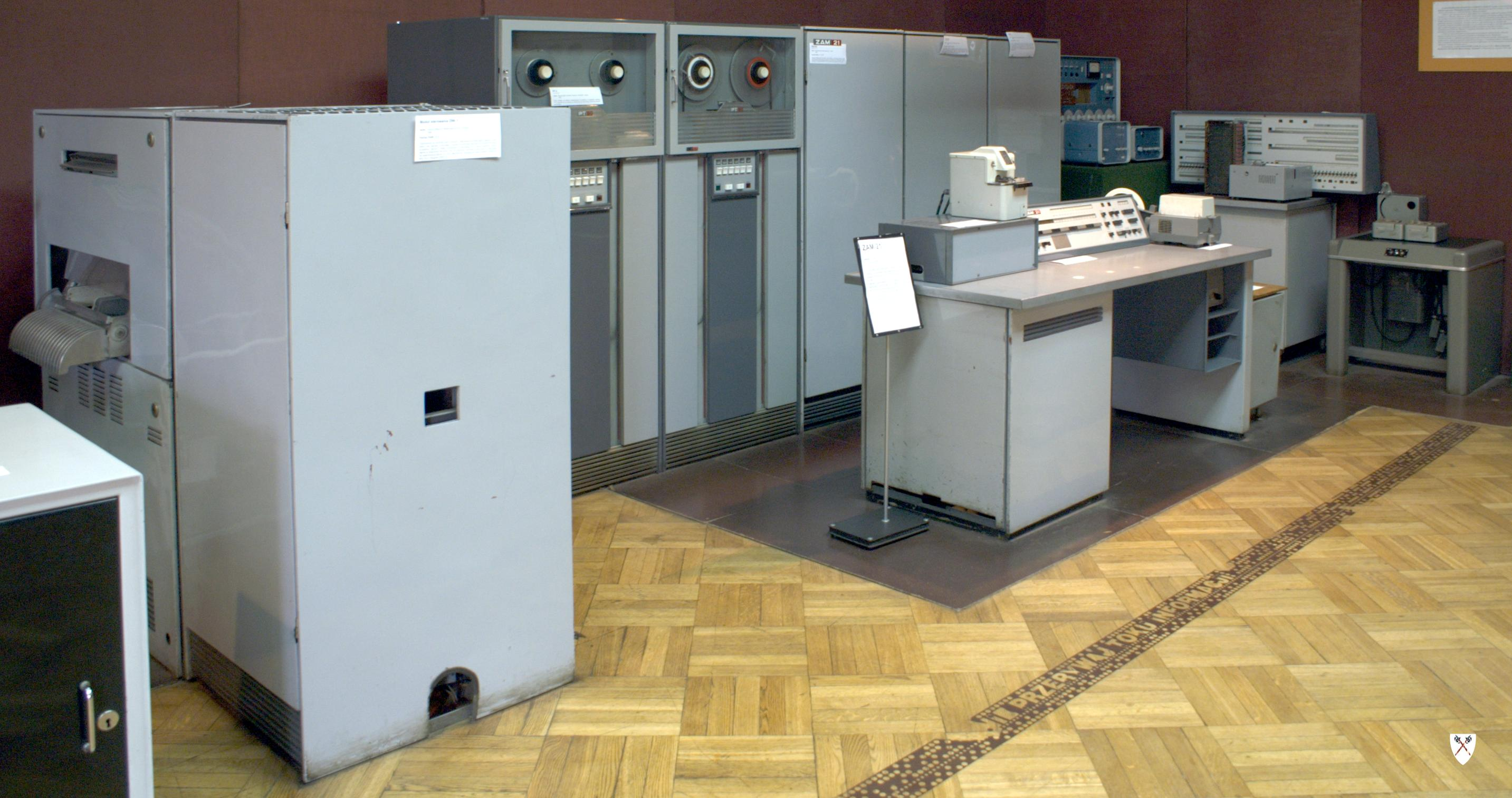
ZAM-21 w Muzeum Techniki w Warszawie.

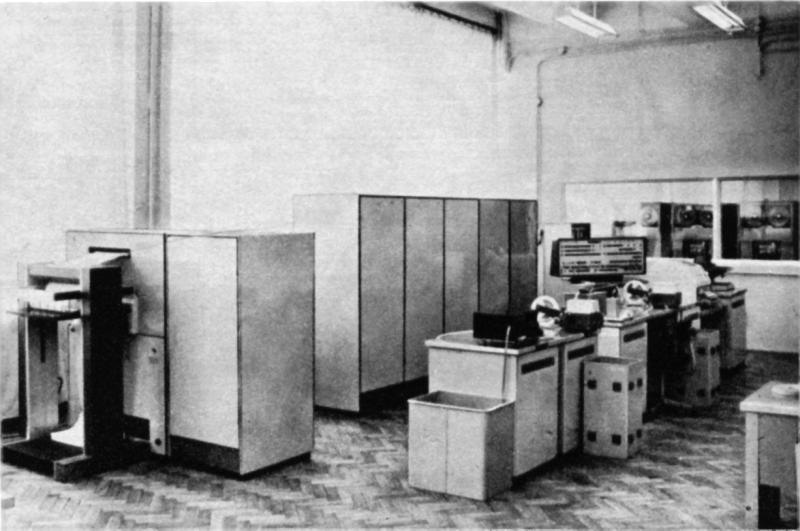
ZAM-41

## Produkowane typy[2]
- ZAM-2 12 szt.
- ZAM-21 prototyp wykonany w Warszawie i 2 szt. wyprodukowane w 1966 r. przez Wrocławskie Zakłady Elektroniczne Mera-Elwro
- ZAM-41 16 szt.

## Doświadczalne
- ZAM-3
- ZAM-3M

## Planowane
- ZAM-11 − minikomputer do sterowania procesami technologicznymi
- maszyny z rozkazami zmiennoprzecinkowymi:
  - ZAM-31
  - ZAM-51

ZAM-2 był wersją produkcyjną komputera XYZ, a ZAM-3M komputerem doświadczalnym wykonanym z użyciem diodowo-ferrytowych układów przełączających.
Komputery Z-11 i wyższe to rodzina komputerów o wzrastającej mocy obliczeniowej, wspólnym oprogramowaniu, posiadająca wiele wspólnych modułów.

## Moduły ZAM 11 i wyższych
- 1-4 modułów pamięci operacyjnej − pamięć ferrytowa o pojemności 8 kilosłów, w specjalnym wykonaniu do 256 kilosłów
- 24-bitowych − cykl odczytu: 10 µs; czas dostępu: 3.5 µs (uwaga brak zgodności w dostępnych danych dotyczących szybkości)
- 1-4 modułów pamięci bębnowej − jednostka PB-5 o pojemności 32 kilosłów 24-bitowych
- moduł stolika operatora z czytnikiem i dziurkarką taśmy papierowej
- moduł czytnika i dziurkarki taśmy papierowej
- 1-2 moduły czytnika kart dziurkowanych
- moduł dziurkarki kart dziurkowanych
- moduł monitora dalekopisowego
- moduł drukarki wierszowej
- pamięć taśmowa − 2, 4, 8 napędów PT-2
- kanał czasu rzeczywistego

Uwaga: 
- liczby modułów podane dla komputera ZAM-41, ZAM-21 budowany był w minimalnych zestawach
- liczba napędów pamięci taśmowych mogła być zwiększona do ponad 8
- przeważnie nie było dziurkarki kart dziurkowanych
- w ośrodku obliczeniowym WAT z ZAM-41 znajdowały się dwie drukarki wierszowe, ale nie wiadomo czy mogły pracować równocześnie

## Zachowane egzemplarze
- ZAM-21 w Muzeum Techniki w Warszawie